# 米约 (加尔省)
米约（法語：Milhaud，法語發音：[mijo]）是法国加尔省的一个市镇，位于该省中南部，属于尼姆区。

## 地理
米约（43°47'23"N, 4°18'27"E）面积18.25 平方千米，位于法国奧克西塔尼大區加尔省，该省份为法国南部沿海省份，南端濒地中海，北起顺时针与阿尔代什省、沃克吕兹省、罗讷河口省、埃罗省、阿韦龙省和洛泽尔省接壤。
与米约接壤的市镇（或旧市镇、城区）包括：热内拉克、欧博尔、贝尔尼斯、卡韦拉克、朗格拉德、尼姆。

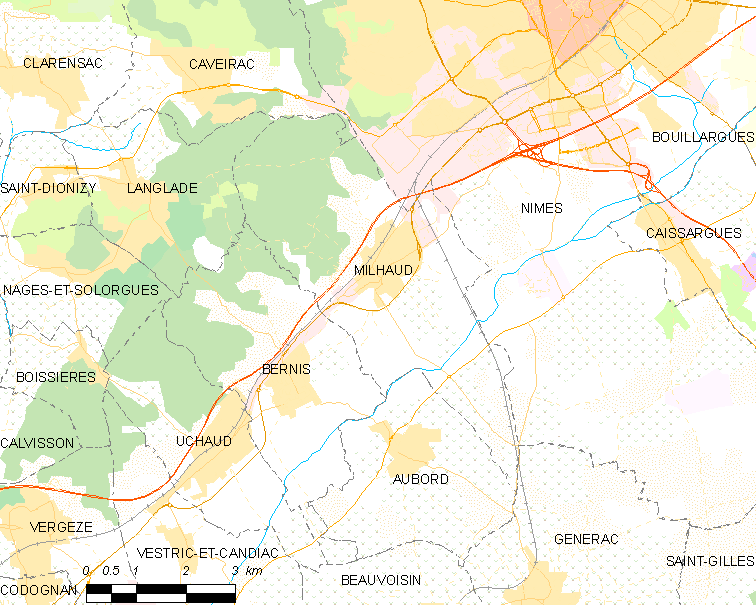
的OSM定位图

米约的时区为UTC+01:00、UTC+02:00（夏令时）。

## 行政
米约的邮政编码为30540，INSEE市镇编码为30169。

## 政治
米约所属的省级选区为圣吉勒县。

## 人口

1962-2008年间人口变化图示

米约于2022年1月1日时的人口数量为6142人。